# The Humbling (film)
The Humbling is een Amerikaanse dramafilm uit 2014 onder regie van Barry Levinson. Het scenario is gebaseerd op gelijknamige roman uit 2009 van Philip Roth.

## Verhaal
Simon Axler is een oudere toneelacteur, die lijdt aan vlagen van dementie. Na een incident tijdens een stuk op Broadway wordt hij opgenomen in een instelling. Terug thuis overweegt hij zelfmoord. Hij begint een affaire met een lesbienne.

## Rolverdeling
| Acteur             | Personage              |
| ------------------ | ---------------------- |
| Al Pacino          | Simon Axler            |
| Greta Gerwig       | Pegeen Mike Stapleford |
| Nina Arianda       | Sybil                  |
| Dylan Baker        | Dr. Farr               |
| Charles Grodin     | Jerry                  |
| Dan Hedaya         | Asa                    |
| Billy Porter       | Prince                 |
| Kyra Sedgwick      | Louise Trenner         |
| Dianne Wiest       | Carol                  |
| Mary Louise Wilson | Mevrouw Rutledge       |
| Lance Roberts      | Walter                 |
| Li Jun Li          | Tracy                  |
| Victor Cruz        | Veiligheidsagent       |
| Derrick Arthur     | Techneut               |
| Steve Rosen        | Toneelmeester          |